# 遊び場 (杉並区)
杉並区における遊び場（あそびば）とは、公園などの整備を補うため、区有地の活用や国、都、民間から借用した土地を利用し、公園に準ずる簡易な整備をし、公園の不足する地域を重点に配置されている施設である。
杉並区の公式ページでも、「遊び場」と「公園」は、区別されている

## 概要
- 一時的なものであるため、広場を主体としてベンチ、水飲み場、砂場など必要最小限の内容となっている。
- 1967年7月30日に最初の「遊び場」として「遊び場1番」が区内に設けられた。[1]

## 設置状況
2021年現在設置されている遊び場は以下のとおりである。
- 遊び場90番 (和泉2-17-47)
- 遊び場96番 (和泉1-6-11)
- 遊び場50番 (永福1-10-11)
- 遊び場87番 (大宮1-22-39)
- 遊び場108番 (荻窪2-43-36)
- 遊び場110番 (久我山2-2-1)
- 遊び場113番 (久我山5-24)
- 遊び場18番 (高円寺南3-27-1)
- 遊び場35番 (下井草2-34-9)
- 遊び場114番 (下井草4-23)
- 遊び場58番 (下高井戸3-23-10)
- 遊び場42番 (下高井戸5-26-4)
- 遊び場79番 (高円寺南1-28-4)
- 遊び場24番 (成田西4-15-5)
- 遊び場98番 (成田東1-14-8)
- 遊び場80番 (方南1-2-14)
- 遊び場105番 (宮前-2-8-15)

## 廃止された遊び場
- 遊び場1番 (天沼1-25・27)[1]
- 遊び場102番(旧NHK富士見ヶ丘運動場)
- 遊び場106番(現在は公園として整備され下高井戸おおぞら公園として開放)
- 遊び場112番 (面積拡張、トイレなどを設置の上、正式な公園として開放)

## 特徴のある遊び場
- 遊び場108番は荻外荘公園の敷地の一部を芝生広場として開放したもの。
- 遊び場112番は杉並区立向井公園の閉鎖に伴い代替広場と整備された遊び場[4]